# Idrætsparken
Il Københavns Idrætspark, chiamato semplicemente Idrætspark o nel gergo Parken, è stato uno stadio di calcio situato a Copenaghen, in Danimarca. È stato inaugurato il 25 maggio 1911 e aveva una capacità di circa cinquantaduemila spettatori. È stato utilizzato dal KB e dalla nazionale di calcio della Danimarca fino al 1990, anno in cui lo stadio fu demolito.
Sulle sue ceneri è nato lo Stadio Parken